# Año de Alan Turing
El Año de Alan Turing celebró el centenario del nacimiento del conocido científico el 23 de junio de 1912. Turing tuvo una gran importancia en el desarrollo de la informática, computación, inteligencia artificial y matemática teórica entre otras ciencias. A nivel de aplicaciones prácticas es conocido por sus contribuciones que ayudaron a descifrar comunicaciones del ejército nazi durante la Segunda Guerra Mundial, que ayudaron a inclinar la balanza del lado aliado.

## Eventos
Los eventos que se celebran incluyen conferencias, exposiciones, etc.